# Ethan Hawke
Ethan Hawke (Austin, Texas, 6 de novembre de 1970) és un actor, director i guionista estatunidenc, nominat a l'Oscar en dues ocasions.
Va fer el debut cinematogràfic amb Exploradors (1985), al costat de River Phoenix; posteriorment va actuar a El club dels poetes morts (1989), a partir de la qual va començar a triomfar: Ullal blanc (1991), Viuen (1993), Reality Bites (1994), Abans de la posta (1995), Gattaca (1997), Great Expectations (1998), Training Day (2001), Abans de l'alba (2004) o Before the Devil Knows You're Dead (2007).
El 1994 va dirigir el videoclip Stay (I Missed You) de la seva amiga Lisa Loeb, que formava part de la banda sonora de la pel·lícula Reality Bites.
Ha participat en produccions teatrals, com La gavina i El jardí dels cirerers (Txékhov), Henry IV i Conte d'hivern (Shakespeare) o The Coast of Utopia (Tom Stoppard). També ha guionitzat les pel·lícules Straight to One (1994), Abans de l'alba (2004) i The Hottest State (2006) i ha escrit dues novel·les: Ash Wednesday (2002) i The Hottest State (1996), en la qual es basa el guió de la pel·lícula homònima.

## Biografia
Ethan Hawke va néixer a Austin, fill de Leslie Carole i James "Jim" Steven Hawke, que estaven estudiant a la Universitat de Texas en el moment del seu naixement; van separar-se el 1974, i Ethan va ser educat per la seva mare. Després de diverses mudances finalment es van establir a Nova York i ell va estudiar a Brooklyn. Però la seva mare es va tornar a casar quan Ethan tenia 10 anys i la família es va traslladar a Nova Jersey; el 1988 va graduar-se a l'institut Hun School de Princeton.
Va debutar als tretze anys als escenaris, en una producció escolar de l'obra Saint Joan de George Bernard Shaw. Durant els anys d'institut, Ethan aspirava a ser escriptor, però va desenvolupar un interès per l'actuació; així, doncs, va aparèixer en altres produccions a l'institut (Meet Me in St. Louis i You Can't Take It with You) i va fer classes d'interpretació al McCarter Theatre del campus de la Universitat de Princeton. Posteriorment va continuar amb aquests estudis a la Universitat Carnegie Mellon de Pittsburgh, però va abandonar-ho quan van escollir-lo per formar part del repartiment de Dead Poets Society (1989).
Després de participar en la pel·lícula de Peter Weir i de l'èxit que aquesta va assolir, la carrera d'Ethan va fer un gran salt. Va aparèixer a White Fang, A Midnight Clear, Alive, Reality Bites, Abans de l'alba, Gattaca, The Newton Boys, Great Expectations, Snow Falling on Cedars, Hamlet i moltes d'altres.
L'any 2001 va estar nominat a l'Oscar al millor actor secundari per Training Day, i tres anys més tard pel millor guió adaptat per Abans de la posta, que va coescriure amb Julie Delpy i Richard Linklater.
L'1 de maig de 1998, Ethan va casar-se amb l'actriu Uma Thurman, a qui va conèixer durant el rodatge de la pel·lícula Gattaca (1997); de la relació en van sortir una nena (Maya Ray Thurman-Hawke, nascuda el 8 de juliol de 1998) i un nen (Levon Roan Thurman-Hawke, nascut el 15 de gener de 2002). Van separar-se el 2003, entre al·legacions d'infidelitat d'Ethan, i un any més tard es van divorciar. El juny de 2008 Ethan va casar-se amb Ryan Shawhughes, l'antiga cangur dels seus fills; unes setmanes més tard, el 18 de juliol, va néixer la filla de la parella Ethan-Ryan, Clementine Jane Hawke.

## Filmografia com a actor

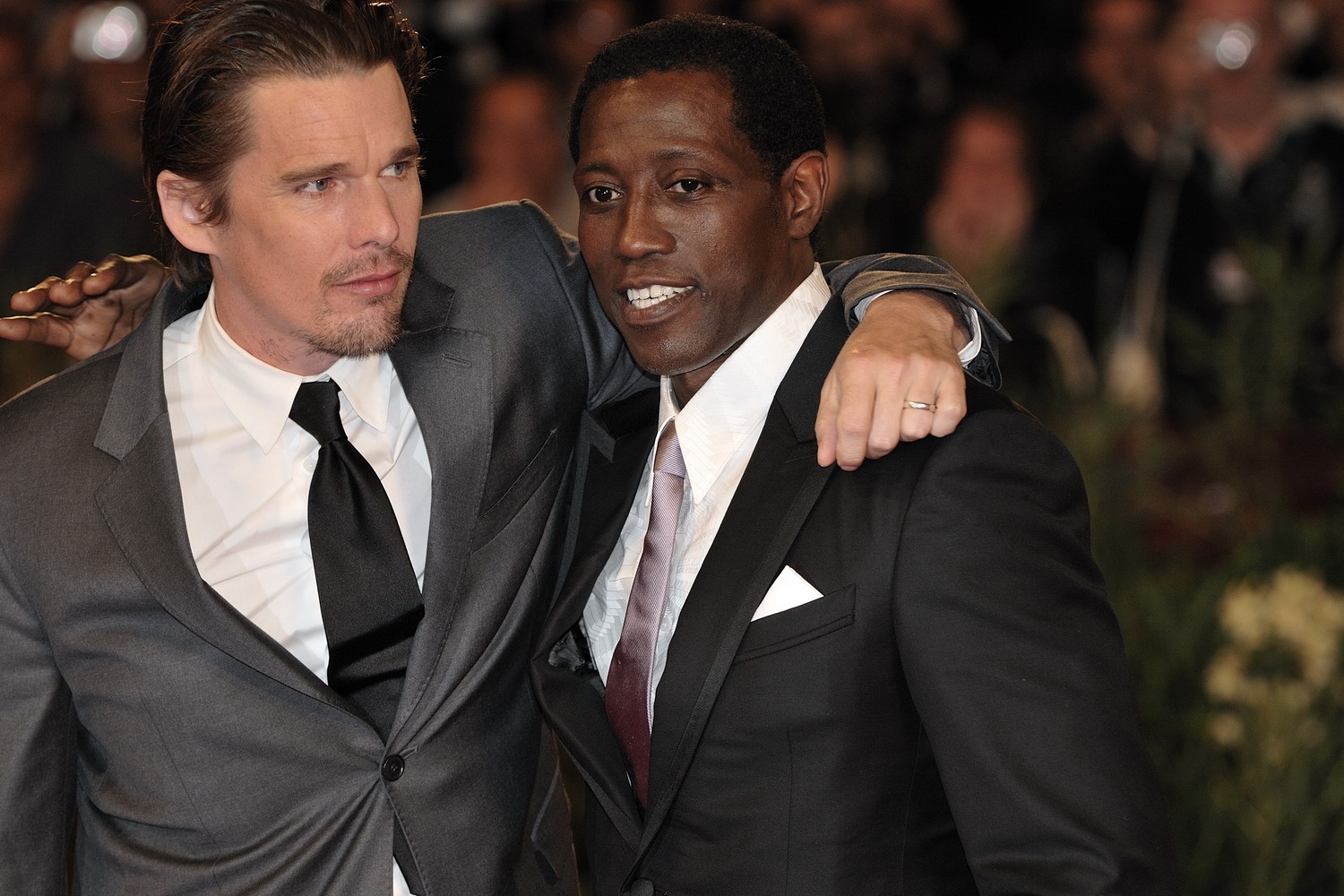
Ethan Hawke i Wesley Snipes en la presentació de la pel·lícula Brooklyn's Finest a la Mostra de Venècia el 2009.

| - 1985: Exploradors (Explorers): Ben Crandall - 1988: Lion's Den - 1989: El meu pare (Dad): Billy - 1989: El club dels poetes morts (Dead Poets Society): Todd Anderson - 1991: Cita misteriosa (Mystery Date): Tom McHugh - 1991: Ullal blanc (White Fang): Jack Conroy - 1992: El país de l'aigua (Waterland): Matthew Price - 1992: A Midnight Clear: Will Knott - 1993: Rics en amor (Rich in Love): Wayne Frobiness - 1993: Viuen (Alive): Nando Parrado - 1994: Quiz Show (no surt als crèdits): estudiant de Don Quixot - 1994: Ullal Blanc: el mite del llop blanc (White Fang 2: Myth of the White Wolf) (no surt als crèdits): Jack Conroy - 1994: Reality Bites:Troy Dyer - 1994: Floundering: Jimmy - 1995: Search and Destroy: Roger - 1995: Abans de l'alba (Before Sunrise): Jesse - 1997: Gattaca: Vincent Freeman - 1998: La velocitat de la vida (The Velocity of Gary): Nat - 1998: The Newton Boys: Jess Newton - 1998: Great Expectations: Finnegan Bell - 1999: Snow Falling on Cedars: Ishmael Chambers - 1999: Joe el rei (Joe the King): Len Coles - 2000: Hamlet: Hamlet - 2001: Chelsea Walls: Sam (veu, no surt als crèdits) - 2001: The Jimmy Show: Ray - 2001: Training day: dia d'entrenament: Jake Hoyt - 2001: Tape: Vince - 2001: Waking Life: Jesse - 2004: Vides alienes (Taking Lives): Costa - 2004: Abans de la posta (Before Sunset): Jesse - 2005: El senyor de la guerra (Lord of War): Jack Valentine - 2005: One Last Thing...: Earl Jameison (no surt als crèdits) | - 2005: Assault on Precinct 13: Sergent Jake Roenick - 2006: The Hottest State: Vince - 2006: Fast Food Nation: Pete - 2007: Before the Devil Knows You're Dead: Hank Hanson - 2008: What Doesn't Kill You: Paulie McDougan - 2008: Do Not Alter - 2008: Welcome to Gattaca (vídeo) - 2009: Daybreakers: Edward Dalton - 2009: Staten Island: Sully Halverson - 2009: Brooklyn's Finest: Sal - 2009: New York, I Love You: escriptor - 2011: The Woman in the Fifth: Tom Ricks - 2011: Moby Dick: Starbuck (minisèrie TV) - 2012: Sinister: Ellison Oswalt - 2013: Abans del capvespre (Before Midnight): Jesse Wallace - 2013: The Purge: James Sandin - 2013: Getaway: Brent Magna - 2013: Boyhood: Mason (Pare) - 2014: Predestination: El cambrer - 2016: La vall de la venjança: Paul - 2017: Maudie: Everett Lewis - 2017: The Magnificent Seven: Goodnight Robicheaux - 2017: Valerian i la ciutat dels mil planetes (Valerian and the City of a Thousand Planets): Jolly el Macarró - 2017: First Reformed: Reverend Ernst Toller - 2017: 24 Hours to Live: Travis Conrad - 2018: Juliet, Naked: Tucker Crowe - 2018: Blaze: DJ de la ràdio - 2018: Stockholm: Kaj Hansson/ Lars Nystrom - 2019: The Kid: Pat Garrett - 2019: Adopt a Highway: Russell Millings - 2019: The Truth: Hank - 2019: Cut Throat City |

## Nominacions
- Oscar al millor actor secundari (2002) per Dia d'Entrenament (Training Day)
- Oscar al millor actor secundari (2015) per Boyhood
- Oscar al millor guió adaptat (2005) per Abans de la Posta (Before Sunset)
- Oscar al millor guió adaptat (2013) per Abans del capvespre (Before Midnight)
- Independent Spirit Award al millor guió (2005) per Abans de la Posta (Before Sunset)
- Premi de la MTV al millor petó per Reality Bites (1994, amb Winona Ryder) i per Before Sunrise (1995, amb Julie Delpy)

Premis
- Premi Gotham al millor repartiment (2007) per Before the Devil Knows You're Dead, compartit amb Albert Finney, Rosemary Harris, Philip Seymour Hoffman, Brian F. O'Byrne, Amy Ryan, Michael Shannon i Marisa Tomei.

## Obres literàries
- Hawke, Ethan. The Hottest State. 1st.  Little, Brown and Company, 1996. ISBN 978-0-316-54083-4.
- Hawke, Ethan. Ash Wednesday. 1st.  Alfred A. Knopf, 2002. ISBN 978-0-375-41326-1.